# Los Brincos
Los Brincos sind eine spanische Rockmusikgruppe der 1960er Jahre, die 1964 von Fernando Arbex, Manuel González, Juan Pardo und Antonio "Junior" Morales gegründet wurde.
Ihre Musik ist stark von den Beatles und anderen Beatgruppen inspiriert. Die Texte waren sowohl auf Spanisch als auch auf Englisch gesungen. Sie waren bekannt und galten als die spanischen Beatles.
2003 starb der Schlagzeuger Fernando Arbex.

## Diskographie
- Los Brincos (1964)
- Brincos II (1966)
- Contrabando (1968)
- Mundo, demonio y carne (1970)
- World, Evil & Body (1970) – englische Version
- Eterna juventud (2000)